# ماتسودایرا سادانائو

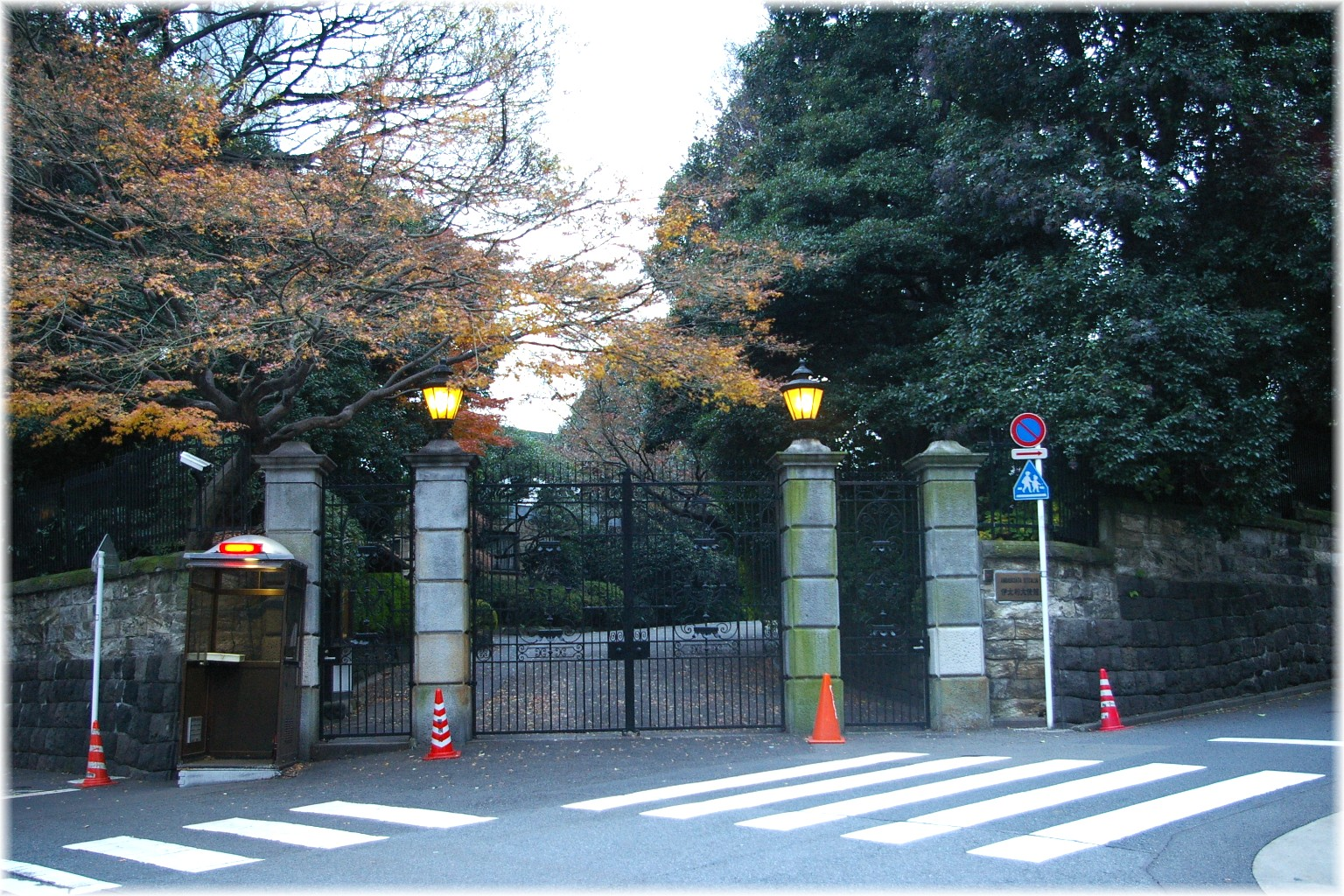
عمارت اربابی ماتسودایرا سادانائو در میتا، توکیو، امروزه به سفارت ایتالیا در توکیو تبدیل شده‌است.

ماتسودایرا سادانائو، (به ژاپنی: 松平定直); ۲۹ فوریهٔ ۱۶۶۰ – ۲۴ نوامبر ۱۷۲۰ در نیمه نخست دوره ادو یک دایمیو و چهارمین فرماندار در قلمروی ایو–ماتسویاما در ولایت ایو بود.
پس از حادثه آکو ۱۰ نفر از ۴۷ رونین به عمارت اربابی سادانائو منتقل شدند. این ده نفر عبارت بودند از اُوایشی یُوشیکانه، فووا ماساتانه، هوریبه یاسوبه، کیمورا سادایوکی، اکامورا ماساتوکی، سوگایا ماساتوشی، سنبا میتسوتادا، اوتاکا تاداتاکه، کایگا تومونوبو و اوکانو کانه‌هیده. سابقه برخورد و بدرفتاری با رونین‌ها در هنگام اسارت در عمارت اربابی سادانائو به عنوان گناهکار در خاندان ماتسودایرا باقی مانده‌است.